# West Rural Hill
West Rural Hill es una comunidad no incorporada en el condado de Hamilton, Illinois, Estados Unidos. West Rural Hill está 5 millas (8 km) al noreste de Thompsonville.